# Oisnitz
Oisnitz ist eine Katastralgemeinde und Rotte in der Gemeinde Sankt Josef (Weststeiermark) im österreichischen Bundesland Steiermark. Die Ortschaft liegt im Tal des gleichnamigen Baches an der Wieserbahn und wurde 1186 erstmals urkundlich erwähnt. Zwischen 1920 und 1968 war das landwirtschaftlich geprägte Oisnitz eine eigenständige Gemeinde.

## Geographie
Das Ortszentrum von Oisnitz liegt auf rund 320 m ü. A. beidseits des Oisnitzbaches etwa eineinhalb Kilometer ostnordöstlich des Gemeindehauptortes Sankt Josef. Die Riedel links und rechts des Baches erreichen Seehöhen von über 400 Meter, so etwa der Oisnitzberg an der Wasserscheide zum Kainachtal, die zugleich die östliche Gemeindegrenze markiert. Benachbarte Ortschaften neben Sankt Josef sind Tobisegg und Muttendorf (Gemeinde Dobl-Zwaring). Oisnitz ist aus vier Richtungen auf Gemeindestraßen erreichbar, ein Verkehrsweg von regionaler Bedeutung ist die Wieserbahn mit der Haltestelle Oisnitz-St. Josef.
Der gebürtige Oisnitzer Mediziner und Schriftsteller Matthias Macher schilderte 1871 seinen ersten Schulgang im Jahr 1799 und beschrieb dabei Lage und Ambiente des Ortes wie folgt:

„In der Mitte eines langen stillen Thales, durch welches das moderne Dampfroß auf eiserner Straße bald dahinschnauben wird, erhebt, nur wenige Meilen von Graz entfernt, ein Dörflein seine bescheidenen Strohfirste.
Da sah ich von meinem Vaterhause aus auf dem nahen Sauanger, wo zwischen grauer, von niedlichen Ferkeln aufgewühlter Erde wilde Verbenen und wohlriechende Poleimünzen (Polsten) blühen, die ich oft zur Würze des „türkischen Ofenkaters“ pflückte, ein weißgetünchtes Häuschen. Dieses sollte ich im Jahre 1799 als Gemeinde-Schulhaus kennen lernen…“

## Geschichte
Ältestes Zeugnis menschlicher Besiedelung aus dem Raum des heutigen Oisnitz ist ein über 3000 Jahre altes bronzezeitliches Beil, das in der Volksschule Sankt Josef aufbewahrt wird.

### Mittelalter und frühe Neuzeit

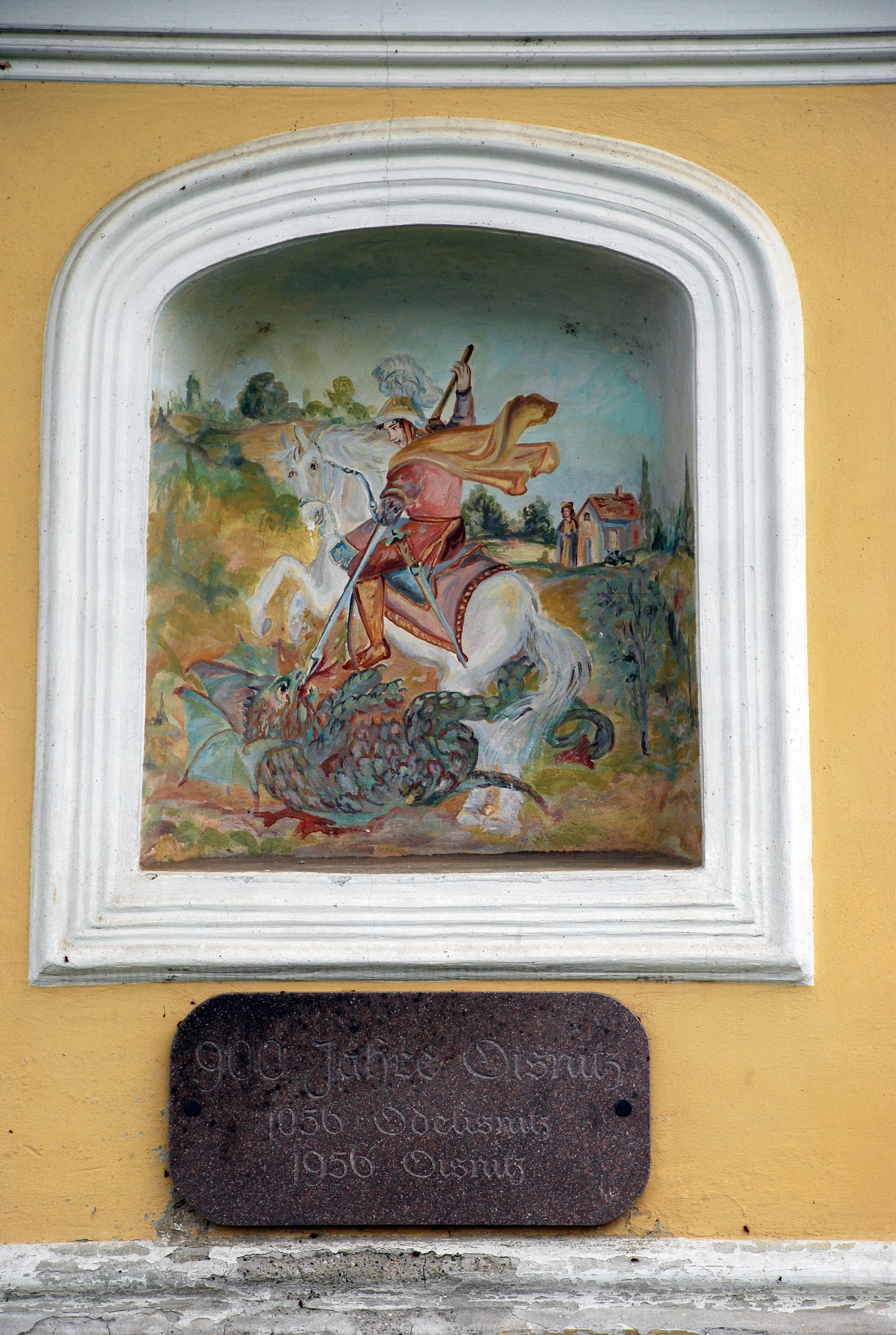
Kriegerdenkmal mit Tafel „900 Jahre Oisnitz“ (1956)

Der Name Oisnitz ist slawischen Ursprungs und leitet sich vom Wort olšje für „Erlenwald“ ab. Das Toponym geht auf ein Gut Odelisnitz zurück, das dem Hochfreien Eppo wegen Hochverrats im Jahr 1056 durch Heinrich III. entzogen und an den Bischof von Brixen übertragen wurde. Es befand sich jedoch nicht, wie ehemals angenommen, auf dem Gebiet des heutigen Oisnitz, sondern in der Nähe von Bad Schwanberg. In der Schreibweise Olsniz ist der Gutsname außerdem aus dem Stift St. Paul im Lavanttal überliefert, wo er erstmals in einer Notiz von 1142 auftaucht. Das steirische Oisnitz wird in einer Schenkungsurkunde an Markgraf Ottokar IV. aus dem Jahr 1186 erstmals erwähnt: Neben Stift Admont werden als Güter „sex mansus in Marchia apud Olsinize et vineam unam ad Aueram“ (sechs Mansen in der Mark bei Oisnitz sowie ein Weingarten zu Afram) genannt. Olsnitz ist der deutsche Name der slowenischen Stadt Murska Sobota in der historischen Region Prekmurje.

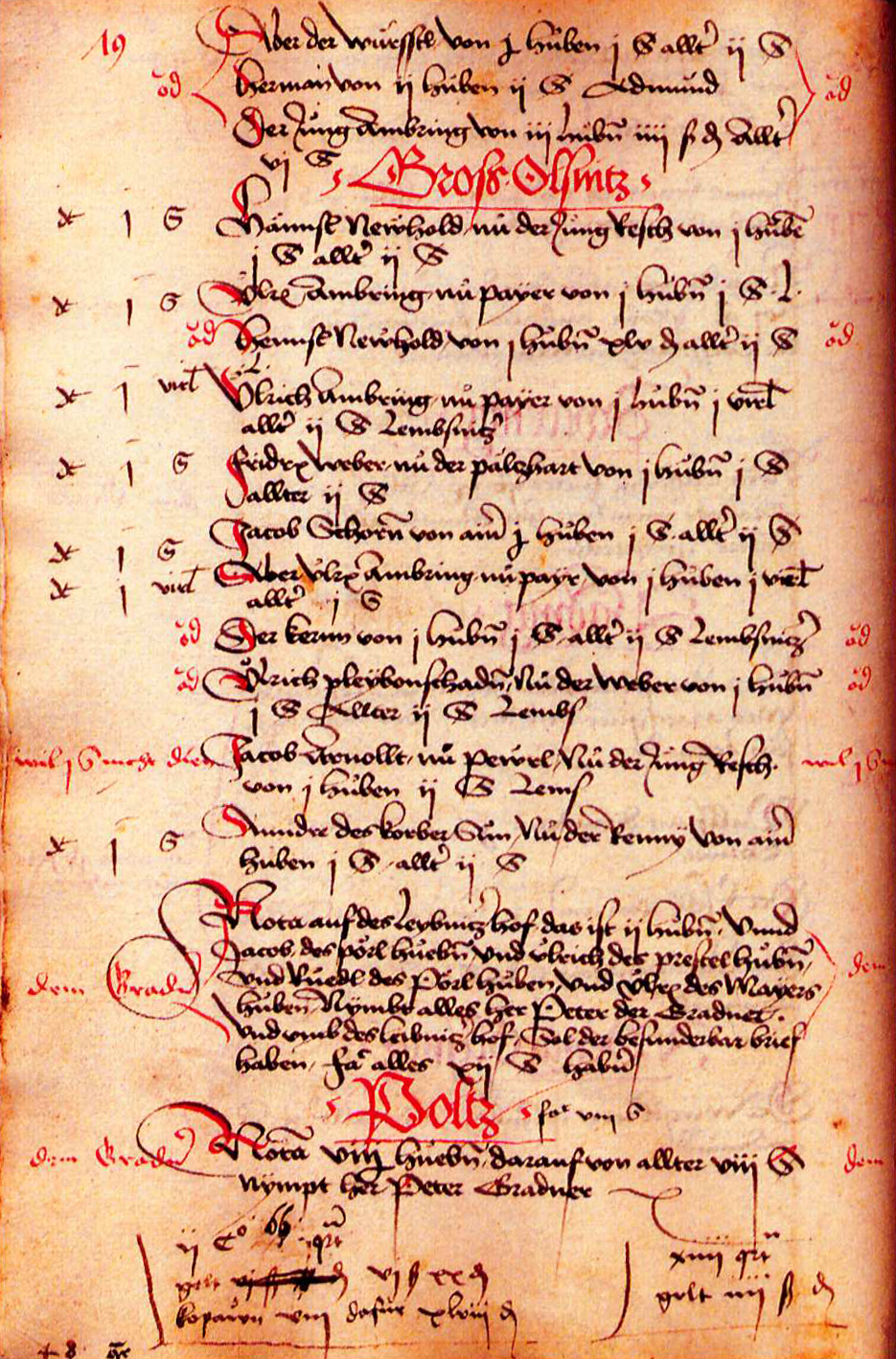
Urbar (1479/80) des Marchfutteramtes Graz

Aus den genannten Huben entwickelten sich im folgenden Jahrhundert zwei Siedlungen. „Maior Elschenz“ (Groß-Oisnitz, 15 Huben) und „Minor Elschenz“ (Klein-Oisnitz, sechs Huben) werden 1266 im Urbar der damaligen Pfarre St. Lorenzen am Hengstberg erstmals in latinisierter Form erwähnt. Der erste namentlich bekannte Einwohner Sighart Lemsitzer verkaufte 1347 Weingärten und Bergholden an Stift Stainz. Wie aus den Marchfutterurbaren des 15. Jahrhunderts hervorgeht, gehörten die Huben damals Stift Admont und Bauern aus Sankt Stefan und Ettendorf bei Stainz. Die Huben von Klein-Oisnitz werden letztmals im Marchfutterurbar von 1555 erwähnt. Möglicherweise waren sie bereits zuvor verödet, den Bauern von Groß-Oisnitz übergeben oder aufgeforstet worden. Auch könnten die Türkeneinfälle bei der Verödung der landwirtschaftlichen Flächen eine Rolle gespielt haben. 1624 gelangten die bäuerlichen Anwesen nach Verkauf des Grazer Marchfutteramtes durch Kaiser Ferdinand II. an die Fürsten von Eggenberg an Grundherrschaften wie Schloss Rohrbach und die Deutschordenskommende Leech.

### Seit dem 18. Jahrhundert
Zur Zeit der Josephinischen Landesaufnahme in den 80er-Jahren des 18. Jahrhunderts bestand die damalige Steuergemeinde Oisnitz aus den vier Rieden Dorf Oisnitz, Reichenbach, Breithölzer und „Bunzi Seiten“. Auf der Bunzi Seiten befanden sich vier Leberäcker, deren mittelhochdeutsche Benennung auf frühgeschichtliche Grabhügel hindeutet.
Als Folge der Revolution von 1848 gelangten die Landwirtschaften zurück an die bäuerliche Bevölkerung. Die zur Bezirksobrigkeit Hornegg gehörenden Ortschaften Oisnitz und Tobisegg wurden im Zuge einer administrativen Neuordnung mit Sankt Josef zusammengeschlossen und dem Amtsbezirk Stainz unterstellt. Spätestens seit 1875 bemühte sich Oisnitz um den Status einer eigenständigen Gemeinde, die Landesbehörden lehnten die Gesuche jedoch aufgrund zu geringer Bevölkerungszahl und Steuerleistung ab. 1914 bekam Oisnitz immerhin einen eigenen Kassier zugestanden, der Erste Weltkrieg verhinderte aber weitere Souveränitätsbestrebungen. 1920 wurde die Gemeindetrennung nach Zustimmung des Landes schließlich vollzogen, erster Bürgermeister wurde der Gemeindevorsteher Ignaz Reicher (vulgo Neubauer). 1947 sprachen sich die Oisnitzer gegen einen Zusammenschluss ihrer Gemeinde mit Tobisegg aus. Mit 1. Jänner 1968 wurden Oisnitz und Tobisegg erneut mit Sankt Josef zusammengelegt und es entstand die noch heute bestehende Gemeinde Sankt Josef (Weststeiermark).

### Bevölkerungsentwicklung
| 1269 | 1390 | 1479 | 1531 | 1542 | 1624 | 1770 | 1782 | 1788 | 1812 | 1869 | 1951 | 1961 | 1971 | 1981 | 1991 | 2001 | 2011 |
| ---- | ---- | ---- | ---- | ---- | ---- | ---- | ---- | ---- | ---- | ---- | ---- | ---- | ---- | ---- | ---- | ---- | ---- |
| 151  | 15   | 21   | 112  | 14   | 143  | 37   | 36   | 34   | 38   | 51   | 57   | 53   | 85   | 110  | 122  | 132  | 143  |

1) 15 Urhuben, 2) davon 5 öde Huben, 3) davon 3 öde Huben

## Wirtschaft und Infrastruktur

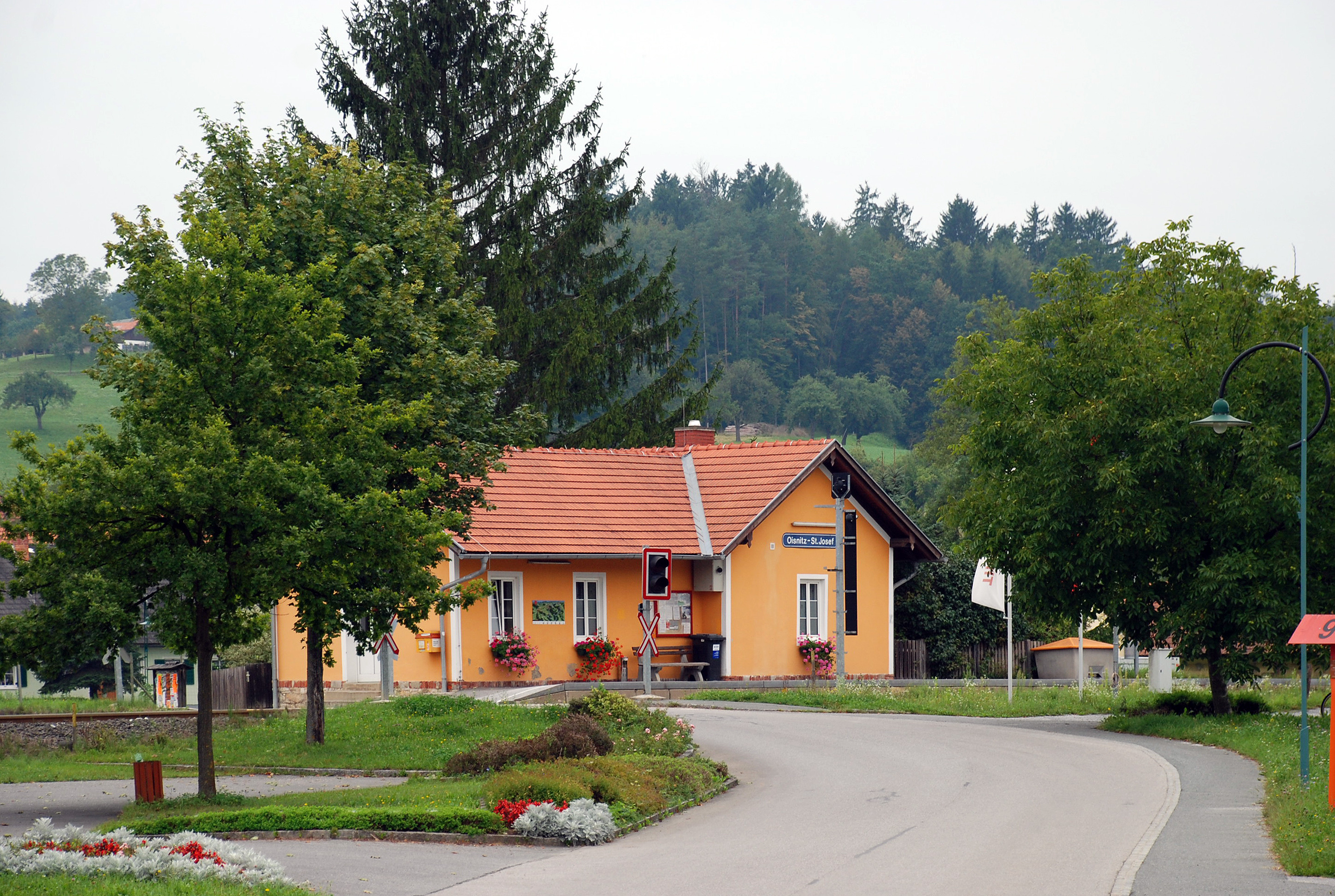
Bahnhaltestelle Oisnitz-St. Josef

Oisnitz war in der Vergangenheit von Landwirtschaft und Weinbau dominiert, Handel und Gewerbe konnten sich aufgrund zerstreuter Siedlungen und ohne eigentlichen Ortskern kaum entwickeln. Vulgonamen wie Bergmüller, Bergschmied, Nadlschneider, Reitermacher, Schneiderblas und Webermörtl deuten auf vielfältige Nebenerwerbe der ansässigen Bauernschaft hin. Während sich Sankt Josef mit dem Bau der Pfarrkirche zum Pfarr- und Gemeindezentrum entwickelte, wanderten Betriebe aus Oisnitz ab. Eine Aufwertung erfuhr der Ort ab 1873 durch die Wieserbahn. Die Bahnhaltestelle wurde 1927 zu einer Frachtverladestelle ausgebaut und ist mit über 30 ankommenden Zügen an Werktagen noch heute von großer Bedeutung für Pendler und Gewerbetreibende. Aus einer 1904 eröffneten Gemischtwarenhandlung ging später eine Gastwirtschaft hervor. Heute verfügt der beliebte Wohnort über eine eigene Sport- und Freizeitanlage.

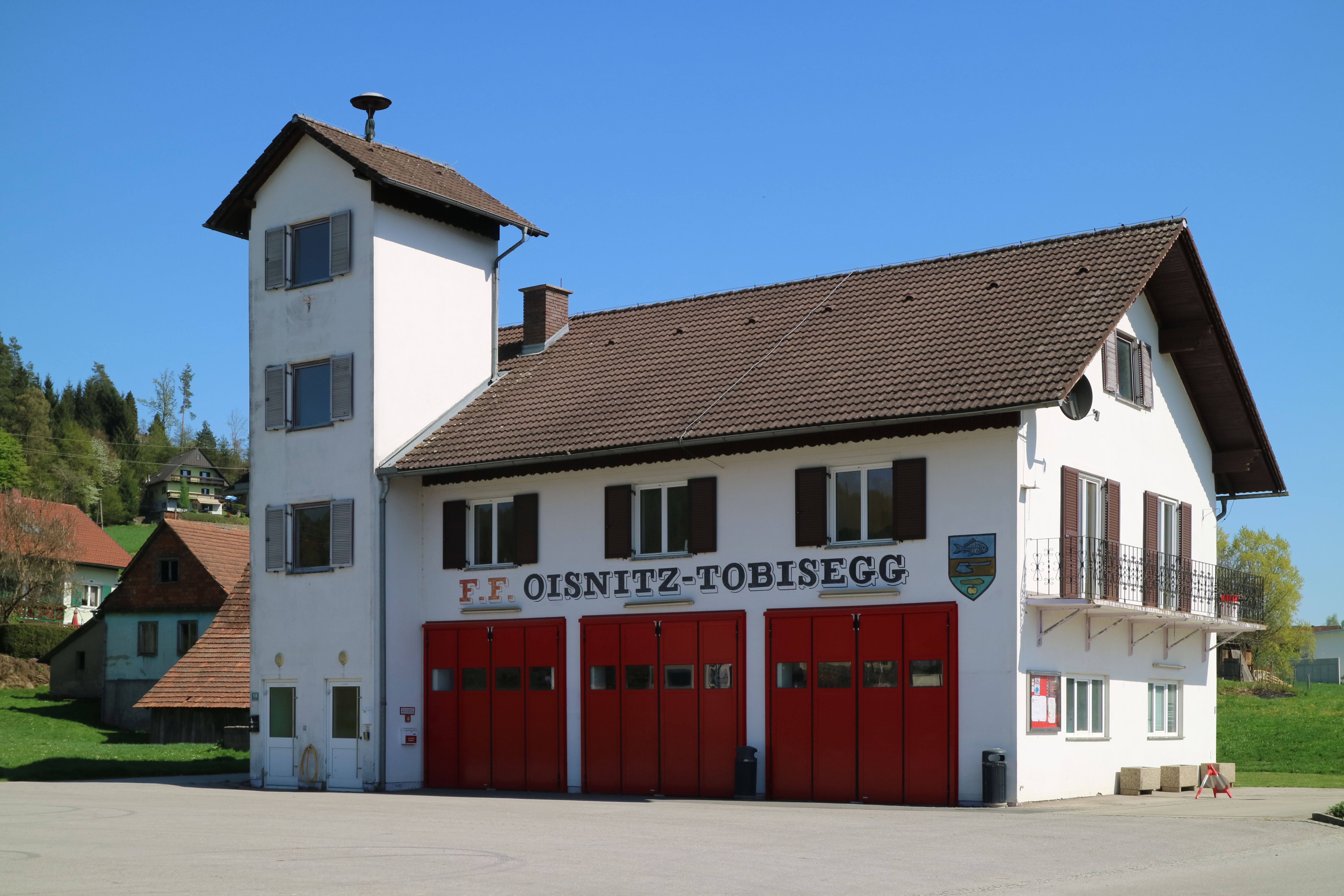
Rüsthaus der Freiwilligen Feuerwehr Oisnitz-Tobisegg

Während und nach dem Ersten Weltkrieg kam es in Oisnitz zu mehreren Großbränden, weshalb 1926 die Gründung einer Gemeindefeuerwehr beschlossen wurde. Nach Anschaffung einer Handdruckspritze wurde 1933 ein erstes Rüsthaus erbaut, das zwischen 1981 und 1984 völlig neu errichtet wurde. Erstes Feuerwehrauto war 1951 ein umgerüstetes US-Militärfahrzeug. Ihre wichtigsten Einsätze hat die Freiwillige Feuerwehr Oisnitz-Tobisegg bei Überschwemmungen, besonders spektakulär etwa in den Jahren 1950, 1966, 1973, 1987, 1992 und 1994.